# Ternstroemia cleistogama
Ternstroemia cleistogama är en tvåhjärtbladig växtart som beskrevs av Clarence Emmeren Kobuski. Ternstroemia cleistogama ingår i släktet Ternstroemia och familjen Pentaphylacaceae. Inga underarter finns listade i Catalogue of Life.